# Шаснеј сир Бонијер
Шаснеј сир Бонијер (фр. Chasseneuil-sur-Bonnieure) насеље је и општина у западној Француској у региону Поату-Шарант, у департману Шарант која припада префектури Конфолан.
По подацима из 2011. године у општини је живело 3045 становника, а густина насељености је износила 91,33 становника/km². Општина се простире на површини од 33,34 km². Налази се на средњој надморској висини од 120 метара (максималној 174 m, а минималној 91 m).

## Демографија
| 1962. | 1968. | 1975. | 1982. | 1990. | 1999. | 2011. |
| ----- | ----- | ----- | ----- | ----- | ----- | ----- |
| 2.723 | 2.790 | 2.803 | 2.903 | 2.791 | 2.786 | 3.045 |

График промене броја становника у току последњих година